# Joaquimisme
El joaquimisme fou una secta mil·lenarista, que va sorgir dels franciscans al segle xiii. Ells basen les seves idees en els treballs anteriors de Joaquim de Fiore (c 1135 - 1202).
Els joaquimites, i no Joaquim de Fiore, van ser condemnats per l'Església Catòlica després de Celestí V.

## La inspiració del beat
Les obres de Joaquim divideixen la història en tres edats. La primera edat fou del Pare. L'edat del Pare era l'edat del Pacte Mosaic (l'Antic Pacte segons el cristianisme). La segona edat era del Fill i, per tant, del món del cristianisme. I la tercera i última edat seria la de l'Esperit Sant.